# Ziegenberg, Augstberg und Horstberg bei Benzingerode
Ziegenberg, Augstberg und Horstberg bei Benzingerode bezeichnet ein FFH-Gebiet in den Städten Wernigerode und Blankenburg (Harz) im Landkreis Harz in Sachsen-Anhalt.

## Allgemeines
Das FFH-Gebiet ist circa 150 Hektar groß (beim Bundesamt für Naturschutz sind 146 Hektar angegeben). Es überlagert sich mit dem Landschaftsschutzgebiet „Harz und nördliches Harzvorland“. Der Bereich des Ziegenbergs ist als Naturschutzgebiet „Ziegenberg bei Heimburg“ ausgewiesen. Das Naturdenkmal „Silberdistelstandort am Ziegenberg“ liegt innerhalb des FFH-Gebietes. Im Südosten grenzt es kleinflächig an das FFH-Gebiet „Laubwaldgebiet zwischen Wernigerode und Blankenburg“ und EU-Vogelschutzgebiet „Vogelschutzgebiet zwischen Wernigerode und Blankenburg“. Das Gebiet ist durch die Landesverordnung zur Unterschutzstellung der Natura 2000-Gebiete im Land Sachsen-Anhalt (N2000-LVO LSA) seit dem 21. Dezember 2018 rechtlich gesichert. Zuständige untere Naturschutzbehörde ist der Landkreis Harz.

## Beschreibung
Das aus drei Teilflächen bestehende FFH-Gebiet liegt an der Nordostflanke des Harzes zwischen Wernigerode und Blankenburg (Harz) im Naturpark Harz/Sachsen-Anhalt. Es umfasst mehrere Muschelkalk-Erhebungen im Bereich der Aufrichtungszone im nördlichen Harzvorland: Den Horstberg bei Wernigerode, den Austberg bei Benzingerode sowie Struvenberg und Ziegenberg bei Heimburg. Auf vielfach flachgründigen Böden sind orchideenreiche Trocken- und Halbtrockenrasen ausgebildet. Weiterhin stocken Eichen-Hainbuchenwälder. Vereinzelt sind kalkhaltige Schutthalden zu finden.
Die Trocken- und Halbtrockenrasen beherbergen zum Teil größere Populationen von Stattlichem Knabenkraut, Großer Händelwurz, Bienenragwurz, Fliegenragwurz und Großem Zweiblatt. Weiterhin siedeln hier Purpurknabenkraut, Helmknabenkraut und Blasses Knabenkraut sowie Fransenenzian, Deutscher Enzian, Große Braunelle, Sichelblättriges Hasenohr, Gewöhnliches Katzenpfötchen und Lothringer Lein. An besonders trockenen Standorten siedeln Steinkraut-Mauerpfeffer-Flure.
Kalkhaltige Schutthalden sind Standort von Schmalblättrigem Hohlzahn, Felsengelbstern, Steppenlieschgras, Ohrlöffelleimkraut, Traubengamander sowie Lothringer Lein. Der Lothringer Lein, der hier an seiner nördlichen Verbreitungsgrenze vorkommt, hat im FFH-Gebiet seinen Verbreitungsschwerpunkt in Sachsen-Anhalt.
Die Rasenbereiche beherbergen Vorkommen von Schlingnatter und Zauneidechse sowie verschiedene Schmetterlinge wie Berghexe, Hofdame, Adlerfarnspanner, Schwarzwaldeule, Aschgraue Bodeneule und Sandflurstaubeule und Mollusken wie Wärmeliebende Glanzschnecke, Helle Heideschnecke und Raue Schließmundschnecke. Zum Teil gehen die Nachweise allerdings auf Kartierungen in den 1980er-Jahren zurück.
Das Gebiet ist größtenteils von landwirtschaftlichen Nutzflächen umgeben und grenzt kleinflächig auch an die Siedlungsgebiete von Wernigerode, Benzingerode und Heimburg.